# Sasser
Sasser — комп'ютерний хробак, виявлений в мережі, епідемія якого почалася 30 квітня 2004 року.
Протягом декількох днів хробак «заразив» близько 250 тисяч комп'ютерів по всьому світу. Коли Sasser проникав в машину, він сканував інтернет для пошуку інших комп'ютерів із незакритою діркою і посилав їм самого себе. Але особливої шкоди хробак не заподіював — він тільки комп'ютер перезавантажував.
Поширюється Sasser по глобальних мережах, використовуючи для свого розмноження уразливість в службі LSASS Microsoft Windows. Хробак небезпечний тим, що він для зараження комп'ютера не вимагає будь-якої взаємодії з користувачем машини, що атакується. Ознакою зараження комп'ютера є повідомлення про помилку LSA Shell (Export version) і наступне за ним повідомлення про необхідність перезавантажити комп'ютер через помилку процесу lsass.exe. Ці повідомлення будуть з'являтися не тільки при першому зараженні, але і при кожній наступній атаці.

## Розслідування
Автором хробака виявився 17-річний німецький хакер Свен Яшан (нім. Sven Jaschan). Він був знайдений і затриманий в травні 2004 року [Архівовано 11 червня 2018 у Wayback Machine.] за допомогою інформаторів. За його упіймання компанія Microsoft оголосила винагороду в розмірі 250 тисяч доларів. У липні 2005 року суд міста Вердена визнав Яшана винним у маніпулюванні даними, комп'ютерному саботажі і проникненні в корпоративні мережі. Хакера засудили до 1 року і 9 місяців позбавлення волі умовно з випробувальним терміном 3 роки, включаючи 30 годин громадських робіт на час випробувального терміну. Незважаючи на величезний економічний збиток від поширення Sasser, факт корисливої зацікавленості Свена доведений не був; судді порахували, що він діяв лише в цілях самовираження.